# 琼斯还原器
瓊斯還原器（Jones reductor）是一個可将水溶液中金屬離子還原到很低氧化態的裝置。其活性成分是鋅汞齊。它可以用來製備鉻（II）（Cr2+）和鈾（III）（U3+）等离子的水溶液，這些離子在與空氣接觸時會立即被氧化。

## 製備與使用
首先进行汞齊化鋅的制备，将金屬鋅放在盛有2%的氯化汞（II）溶液的燒杯中，金屬鋅可以是顆粒狀、削片状、羊毛状、或20~30目的粉末。汞離子能夠穿透鋅表面的钝化層，還原成元素汞，与鋅在金属锌表面形成合金，即汞齊。然後將汞齊化锌充分洗滌，並且放置在一個类似層析柱的長玻璃管中，玻璃管下端有活塞以及烧结玻璃之类的挡板。玻璃管出口与密闭的收集燒瓶相连，收集燒瓶接真空源。
使用還原劑时，將欲還原的溶液倒在玻璃管的頂部，溶液經由玻璃管流下。如果管柱內堆積较鬆散，溶液可以靠重力自然流下；如果管柱內堆積緊密，收集燒瓶需要减壓。溶液流過管柱时還原率几达100%，就如同柱层析（Column Chromatography）时溶液可完全分离，在这一点上二者非常类似。

## 應用
汞齊化鋅是非常有效的還原劑，它的標準电极电位（standard electrode potential） 為-0.76 V。鋅汞齊不具有鈍化層，所以它是一種比金屬鋅更有效的還原劑。瓊斯還原器在製備鈦（Ⅲ）、釩（II）、鉻（Ⅱ）、鉬（Ⅲ）、鈮（Ⅲ）和鈾（Ⅲ）等极易被氧化的离子水溶液方面非常有用。例如，此還原器可以用于結晶乙酸亚鉻的製備，該固體在空氣中穩定，是製備其他鉻（Ⅱ）化合物很好的原料。